# Sør-Varanger
Sør-Varanger (sami septentrional, Máttá-Várjjat, en español: Varanger del Sur) es un municipio en la provincia de Finnmark, Noruega. Se separó del municipio de Vadsø el 1 de julio de 1858. Tiene frontera con Finlandia y Rusia y cuenta con una población de 10 221 habitantes según el censo de 2015.
Su capital es la ciudad de Kirkenes. Otros asentamientos son Bugøynes y Neiden, así como pequeños pueblos a lo largo del río Pasvikelva. En Storskog se encuentra el único paso fronterizo con Rusia. Cuenta con un aeropuerto internacional, el de Kirkenes-Høybuktmoen, y con una base militar, la Guarnición de Sør-Varanger.
Posee una superficie de casi 4000 km², la mayor parte de los cuales son bosques de pinos y abedules, excepto algunas zonas estériles frente al mar de Barents. Su flora es característica de la taiga ruso-siberiana, incluyendo unos pocos cientos de piceas de la variedad rusa. También hay osos que habitan en el valle superior, especialmente en el parque nacional Øvre Pasvik.